# Obléhání Kaffy

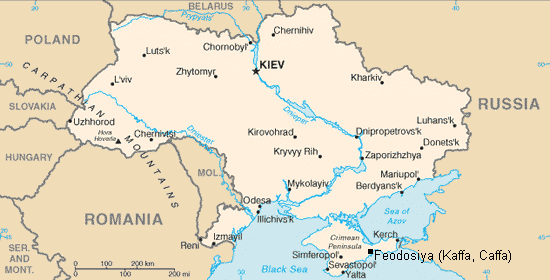
Kaffa na mapě Ukrajiny

Během obléhání města Kaffy došlo k prvnímu známému použití biologických zbraní, kdy v roce 1346 byla přes hradby města vrhána mrtvá těla Mongolů infikovaná morem.

## Kaffa
Vesnice Kaffa (dnes Feodosija na Krymu) byla součástí velké Mongolské říše, která se v polovině 13. století rozprostírala až po okraj Evropy. Kaffa zaujímala strategickou pozici na severním břehu Černého moře. O tuto oblast měl zájem také Západ, a tak kolem roku 1250 uzavřeli Janované s Tatary obchodní dohody a v roce 1266 si od nich vesničku Kaffu pronajali. Janované, známí jako skvělí obchodníci a zároveň mořeplavci, z Kaffy vybudovali velké obchodní centrum. Za 80 let se zvětšila na 70 tisícovou osadu a patřila k nejvlivnějším přístavním městům té doby.

## Černá smrt
Na začátku 14. století se Čína zmítala v nepříznivé společenské situaci. V zemi se dlouhodobě protestovalo proti mongolským dobyvatelům, kteří přinesli jen veliké utrpení a smrt pro obyvatele. V této době také na Zemi probíhala malá doba ledová, která zničila veliké množství obilí. Země byla zasažena hladomorem, lidé i dobytek umírali, a ti co přežili, byli značně podvyživení. Italský písař Gabriel de Mussis zaznamenal, že zemi sužovaly přívalové deště, zemětřesení a žhavé sucho. Tyto katastrofy vylákaly z lesů nakažené potkany, kteří hledali potravu, až je to přivedlo k lidským obydlím. Hlodavci byli napadeni černým morem, který se přenáší bacilem Yersinia pestis a dále se šíří kontaktem s dalším člověkem. Lidé byli v Číně velmi oslabeni hladověním i stresem, a tak se nákaza šířila velmi rychle.

## Obléhání

### Záminka
K rozpoutání boje mezi Mongoly a Janovany došlo kvůli pouhé pouliční šarvátce. V roce 1343 Janované z Kaffy obchodovali v městě Tana na řece Don u Azovského moře. Při obchodování se muslimský obchodník domníval, že ho Janovan ošidil. Během vzájemného boje ho Janovan zabil nožem. Muslimská komunita se obrátila na mongolského chána Džanibega, který byl rovněž muslim. Chán Džanibeg s velikou tatarskou družinou zaútočil na Janovany, jeho důvody však nebyly jen kvůli šarvátce na tržišti, ale kvůli nesnášenlivosti křesťanů. Janované ale byli značně oslabení, vrátili se proto rychle do Kaffy, vyvolali v ní vojenský poplach a uzavřeli brány do města.

### Průběh
Tataři se pokoušeli obléhat Kaffu s přestávkami 4 roky, během kterých byla zastavena obchodní činnost města. Pokoušeli se křesťany vyhladovět (ti však byli dobře zásobení). V roce 1343 se obléhání na čas zastavilo, když dorazily janovské pomocné oddíly a zabily 15 tisíc Mongolů. Ti se načas stáhli, v roce 1345 se však vrátili s lepší obléhací technikou. Mongolská armáda si však také s sebou přivezla morové onemocnění. Janované to vnímali jako pomoc od Boha, který trestá pohany. Tataři byli zachváceni nemocí, tisíce jich umíralo a zbytek byl otupen a ochromen, takže nebyl schopen dále bojovat. Tehdy Džanibega napadl lstivý plán. Nařídil nakládat mrtvá těla na obléhací stroje a katapultovat je do města Kaffy. Do města bylo vrženo mnoho mrtvých. Křesťané byli v pasti, nemohli se nikam ukrýt, jediné co mohli dělat bylo vhazovat mrtvá těla do moře.

### Následky
Mor se městem šířil velice rychle, rozkládající těla nakazila vzduch a otrávila vodu. Navíc měšťané, kteří odklízeli mrtvoly, měli často sedřené a pořezané ruce. V roce 1347 zbytek Džanibegovy armády opustil Kaffu. Janované, kteří ještě byli schopni si sehnat loď, prchali zpátky do Janova. Museli urazit cestu 2500 km, nejdříve do Konstantinopole a pak přes Středozemní moře. Během roku 1348 se nákaza rozšířila ze sicilské Messiny, kde se Janované vylodili, do velkých přístavních měst ve Středomoří a dále téměř po celé Evropě a severní Africe, a to především kolem velkých obchodních cest.